# Hoverspeed

Hoverspeed-Logo, Design-Version Stand 2000

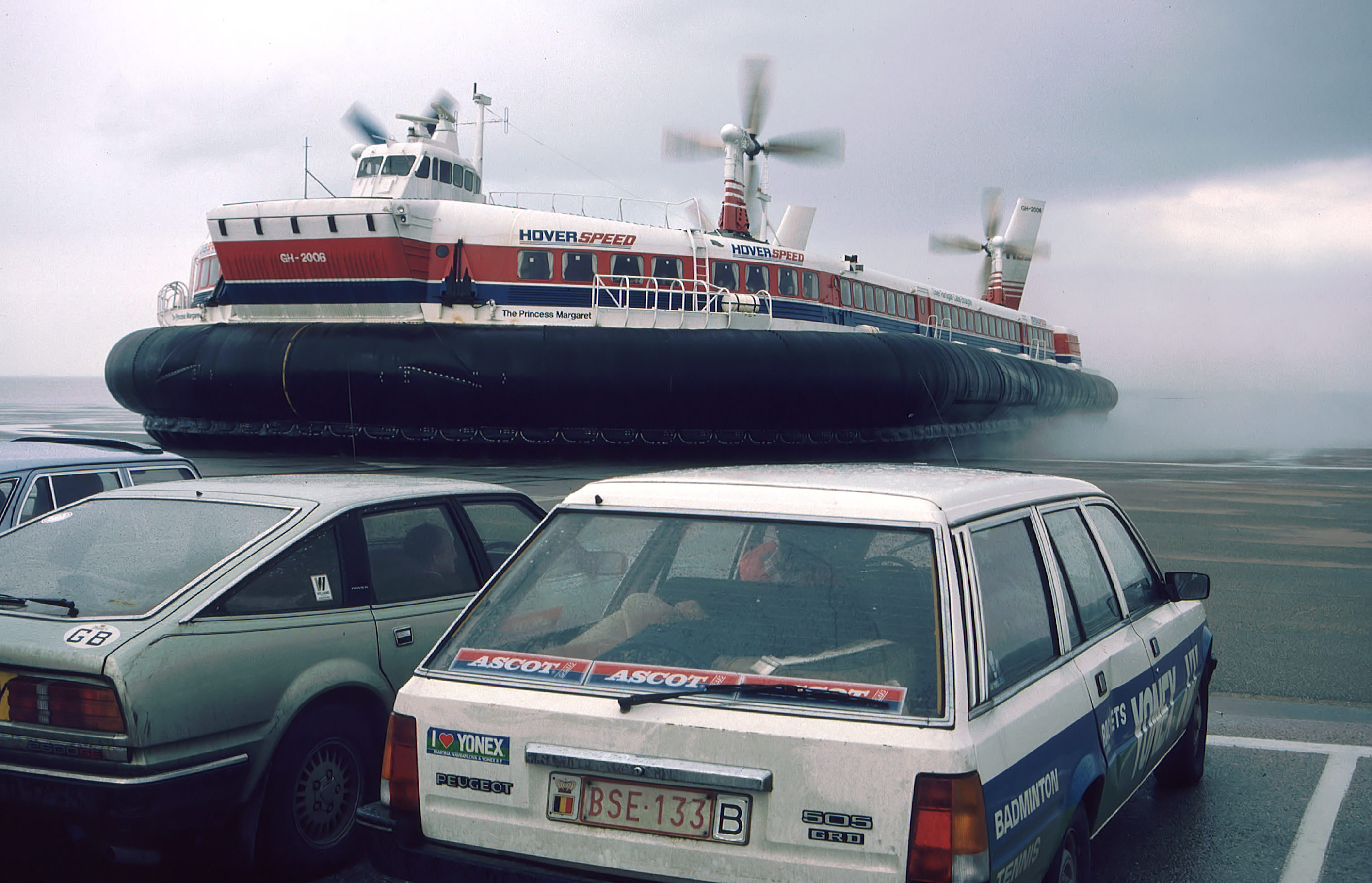
Hoverspeed The Princess Margaret an Land in Calais (1985)

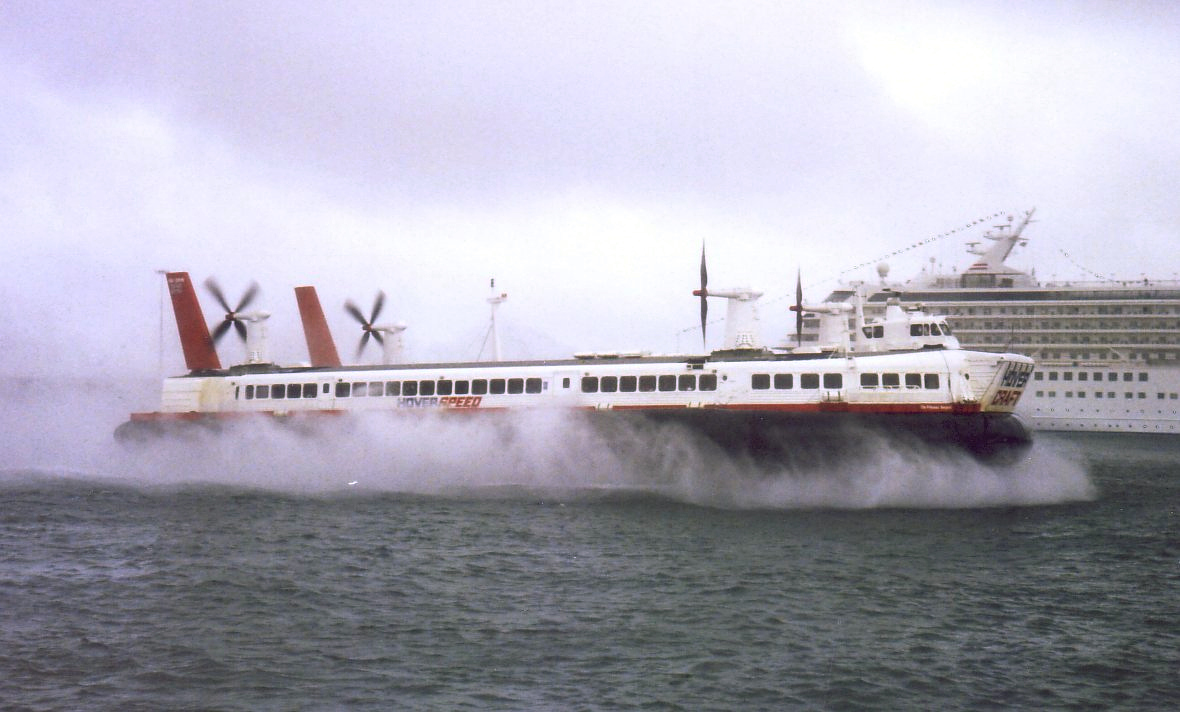
Hoverspeed The Princess Margaret bei der Einfahrt in die Western Docks in Dover (1998)

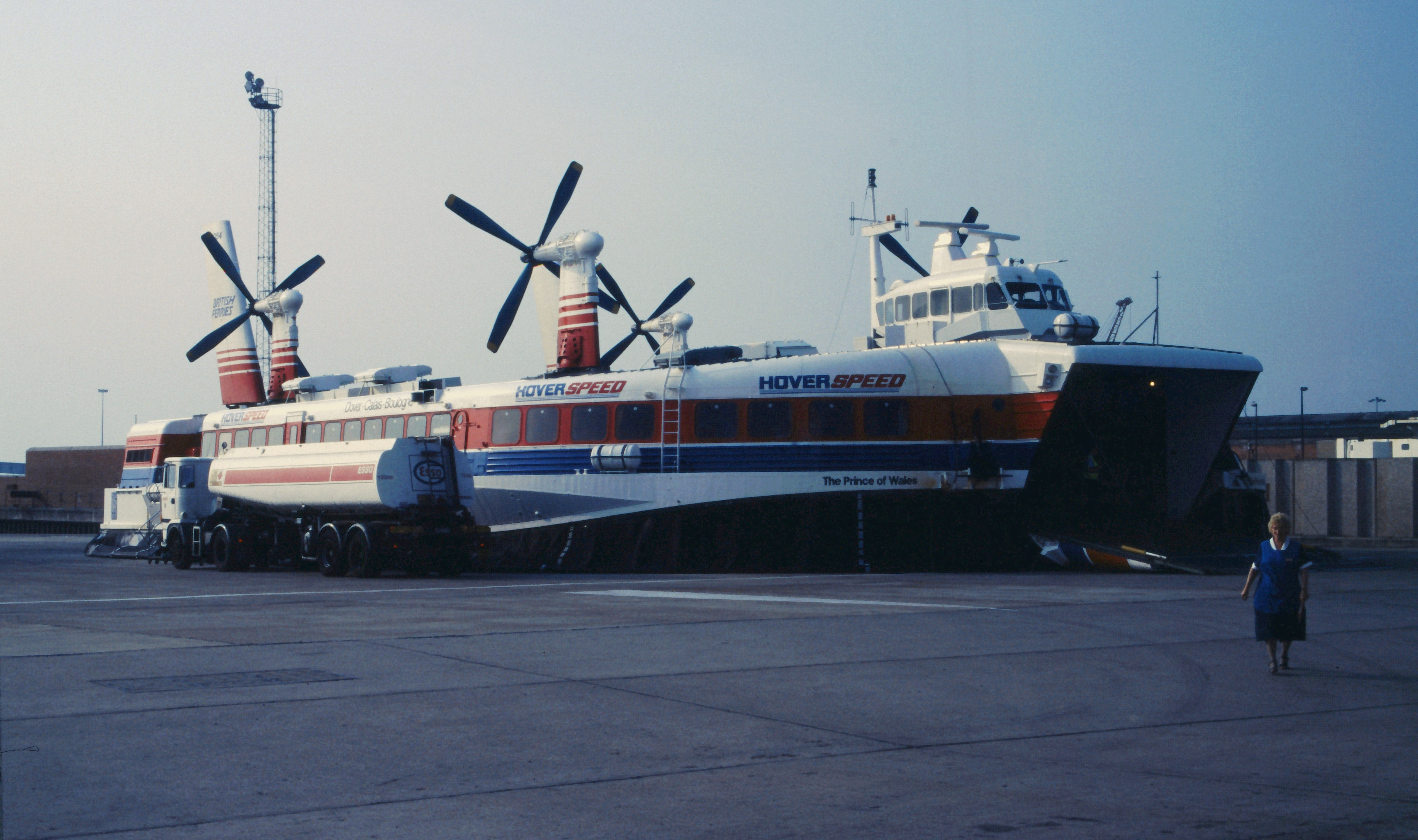
Hoverspeed The Prince of Wales beim Betanken in Dover 1990

Hoverspeed war eine britische Reederei mit Sitz in Dover, die für ihre Luftkissenfahrzeuge (engl. Hovercraft) bekannt war. Sie entstand 1981 durch die Fusion von Seaspeed und Hoverlloyd. Bis 2005 war die Reederei einer der größten Anbieter von Fährverbindungen auf dem Ärmelkanal und gehörte seit 1986 zur Unternehmensgruppe Sea Containers.

## Geschichte
1981 fusionierten die beiden Reedereien Seaspeed und Hoverlloyd, um dem wirtschaftlichen Druck besser standhalten zu können. Mit einer Flotte von ursprünglich sechs SRN4-Hovercrafts bot Hoverspeed zwischen Dover und Calais die schnellste Fährverbindung zwischen England und dem europäischen Festland an. Mit einer Fahrzeit von etwa 30 Minuten und einer Ent- und Beladedauer von weniger als 15 Minuten waren die Hovercrafts den konventionellen Fähren deutlich überlegen.
Trotz hoher Auslastung und Gewinne reduzierte die Reederei die Anzahl der Hovercrafts in den 1990ern auf zwei SRN4 und stellte schließlich am 1. Oktober 2000 die Verbindung ein. Von der ursprünglichen SRN4-Flotte entging nur die SRN4 Mk III The Princess Anne der Verschrottung (heute Ausstellungsstück im Hovercraftmuseum Lee-on-Solent). Die Hovercrafts wurden durch Katamarane ersetzt, deren Fahrzeit jedoch deutlich über der ihrer Vorgänger lag. Das Unternehmen richtete zudem zwei weitere Verbindungen mit Katamaranen zwischen Dover und Oostende sowie Newhaven und Dieppe ein.
Die Passagierzahlen blieben jedoch auf allen Verbindungen deutlich hinter den Erwartungen zurück, insbesondere auf der Hauptroute von Dover nach Calais. Viele Passagiere wählten nun die Verbindung durch den Eurotunnel, die zwar langsamer als die Hovercraftverbindung war, jedoch schneller als die Katamarane. Auch die Konkurrenten SeaFrance und P&O mit ihren zwar langsameren, aber günstigeren Verbindungen warben Hoverspeed Passagiere ab. Hinzu kamen wiederholt technische Defekte, die zu Fährausfällen führten, darunter 2003 ein schwerer Brand im Maschinenraum des Katamarans Rapide.
2004 und 2005 zog sich die Reederei von den Verbindungen nach Oostende und Dieppe zurück. Am 7. November 2005 stellte Hoverspeed auch die Fährverbindung zwischen Dover und Calais ein und gab die Insolvenz des Unternehmens bekannt.

## Flotte

### Hovercrafts
- SRN4 Mk II Swift (1969–1991, ab 1994 im Hovercraftmuseum Lee-on-Solent, 2004 verschrottet)
- SRN4 Mk II Sure (1969–1983, 1983 verschrottet)
- SRN4 Mk II Sir Christopher (1972–1991, 1998 verschrottet)
- SRN4 Mk II The Prince of Wales (1977–1991, 1993 verschrottet)
- SRN4 Mk III The Princess Margaret (1968–2000, 2005 verkauft, bis März 2018 im Hovercraftmuseum Lee-on-Solent, dann vor Ort verschrottet)
- SRN4 Mk III The Princess Anne (1969–2000, 2005 verkauft, heute im Hovercraftmuseum Lee-on-Solent)
- SEDAM N500 Ingenieur Jean Bertin (1978–1983, 1985 verschrottet)

### Katamarane
- Hoverspeed Great Britain (1990–2004)
- SeaCat France (1990–2004, bis 2002 als SeaCat Tasmania, SeaCat Calais und Atlantic II)
- SeaCat Denmark (1991–2004, bis 1995 als Hoverspeed Belgium, Hoverspeed Boulogne und SeaCatamaran Denmark)
- SeaCat Rapide (1997–2005)
- SeaCat Diamant (1997–2005)
- SuperSeaCat One (1997–2005)
- SuperSeaCat Two (1997–2005)
- SuperSeaCat Three (1999–2003)